# 게리 버튼
게리 버튼(Gary Burton, 1943년 1월 23일 ~ )은 미국의 재즈 비브라폰 연주자, 작곡가, 교육자이다. 버튼은 널리 사용되고 있는 2가지 기술의 대안으로서 4가지 기술의 피아니스트 스타일을 개발했다. 이러한 접근 방식은 그를 혁신가로 선포하게 했으며, 그의 소리와 기술은 널리 모방되고 있다. 그는 또한 퓨전 재즈를 개척하고 재즈의 듀엣 형식을 대중화하며, 버클리 음악 대학에서 음악 교육을 전공한 것으로 알려져 있다.

## 같이 보기
- 비브라폰